# قصور عربية تاريخية

## قصور قبل الميلاد
- قصر شبيب، الأردن - 45ق.م
- قصر الحلابات، الأردن - 63ق.م
- قصر العبد، الأردن - القرن الثاني قبل الميلاد

## قصور قبل الإسلام
- قصر التيه، الفيوم - القرن التاسع عشر قبل الميلاد
- قصر الخورنق، العراق - القرن الرابع الميلادي
- قصر غمدان، اليمن - القرن الأول الميلادي

## قصور بعد الإسلام

### أثار
- قصر بيت الدين، لبنان
- قصر الحير الشرقي, سوريا -728م
- قصر الأخيضر، العراق - 778م
- قصر عمرة، الأردن - 715م
- قصر هشام، فلسطين - 743م
- قصر الحير الغربي- سوريا
- قصر الحرانة، الأردن
- قصر البنات، الرقة - سوريا
- قصر المشتى، الأردن - 744م
- قصر ابن وردان، حماة - سوريا.
- قصر القطرانة، الأردن
- قصر برزان، حائل - القرن التاسع عشر
- قصر بني بركة، الرقبة

### تستخدم كمتاحف
- قصر الحمراء، الاندلس - 1238م
- قصر عابدين، القاهرة - 1836م
- قصر المانسترلي، القاهرة - 1851م
- قصر العظم، دمشق - 1749م
- قصر العظم، حماة - 1740م
- قصر البارون إمبان، القاهرة - 1911م
- قصر البديع، مراكش - 1578م
- قصر رأس التين، الإسكندرية - 1834م
- قصر سرسق، لبنان
- قصر الباهية، مراكش
- قصر موسى، لبنان
- قصر العظم ، دمشق
- قصر الجوهرة ، مصر
- قصر دار الجامعي، مكناس
- قصر العشروات، حائل
- قصر الحصن، أبوظبي، 1793م
- القصر الأحمر ، الجهراء
- قصر الخلد ، طرابلس ليبيا

### تستخدم للسكن
- قصر منيب المصري، نابلس - 2005
- قصر النعسان ، دمشق
- قصر دسمان، الكويت - 1904

### تستخدم للحكومة
- قصر قرطاج، تونس العاصمة - مقر الرئاسة التونسية
- قصر بعبدا، بيروت - مقر الرئاسة اللبنانية
- قصر الجعفرية، برلمان لشعب الأراغون (أسبانيا)
- قصر القبة، القاهرة - أوائل القرن العشرين - مقر رئاسة الجمهورية المصرية
- قصر باردو، باردو - القرن السابع عشر الميلادي - مقر البرلمان التونسي
- قصر السيف، مدينة الكويت - مقر الحكم في الكويت.